# Boxhorn
Boxhorn (luxemburgisch Boxerⓘ) ist eine Ortschaft in der Gemeinde Wintger, Kanton Clerf im Großherzogtum Luxemburg.

## Lage
Boxhorn liegt im Ösling und wird durch die CR 334 und CR 373 erschlossen. Direkte Nachbarorte sind Sassel und Asselborn im Norden, Rümlingen im Westen und Lentzweiler im Süden.

## Geschichte und Allgemeines
Boxhorn ist ein ländlich geprägtes Dorf. Den Mittelpunkt des Ortes bildet die im 19. Jahrhundert erbaute neugotische Kirche St. Alfons. Hierin hat sich noch die komplette Ausstattung aus der Erbauungszeit erhalten.